# Joe Cocker
John Robert Cocker OBE (Sheffield, 20 de maio de 1944 — Crawford, 22 de dezembro de 2014) foi um cantor britânico de rock, influenciado pela soul music no início da carreira.
Começou sua carreira musical em sua cidade natal na Inglaterra, aos quinze anos de idade. Com o nome artístico de Vance Arnold tocou com The Avengers, depois Big Blues (1963) e então a Grease Band (a partir de 1966). Em 1969, foi o astro convidado do programa The Ed Sullivan Show.
Seu primeiro grande sucesso foi a antológica canção "With a Little Help from My Friends", uma versão da canção dos Beatles gravada com o guitarrista Jimmy Page. No mesmo ano apareceu no Festival de Woodstock, com um show consagrador, sobre o qual fala no livro Woodstock, do jornalista Pete Fornatale: "Tivemos uma reação emocionante quando tocamos With a Little Help from My Friends. Foi como um sentido maravilhoso de comunicação. Era o último número do show, eu lembro, mas senti que finalmente tínhamos nos comunicado com alguém".
Coker ainda conseguiu mais alguns hits com "She Came Through the Bathroom Window" (outra versão de uma canção dos Beatles), "Cry Me a River" e "Feelin Alright". Em 1970 sua versão ao vivo do sucesso "The Letter" dos Box Tops, lançado na compilação Mad Dogs & Englishmen tornou-se sua primeira canção a entrar no Top Ten americano.
Nos shows Cocker exibia uma intensidade física incrível enquanto cantava, e sua presença no palco era frequentemente parodiada por John Belushi (houve até mesmo um dueto improvável quando Joe foi convidado especial do Saturday Night Live.)
No começo dos anos 1970 teve problemas com drogas e álcool que acabaram atrapalhando sua carreira. Ele conseguiu, entretanto, se livrar e retornar nos anos 1980, conseguindo grande sucesso até os anos 1990 com as canções "Don't You Love Me Anymore", "Up Where We Belong", "You Are So Beautiful", "When The Night Comes", "You Can Leave Your Hat On" e "Unchain My Heart", tema da novela brasileira Sassaricando. É conhecido no Brasil por cantar o tema de abertura ("With a Little Help from My Friends") da série Anos Incríveis, exibido pela TV Cultura, TV Bandeirantes, Multishow e Rede 21, até voltar à TV Cultura. Em 2002 sua regravação da música "Never Tear Us Apart" da banda australiana INXS foi tema de sucesso da novela Coração de Estudante.
Em 2007, fez uma participação especial em Across the Universe, longa-metragem musical de Julie Taymor, interpretando a canção Come Together, dos Beatles.
Em 22 de dezembro de 2014, morreu aos 70 anos de idade, vítima de um câncer de pulmão em sua casa no Colorado.

## Discografia

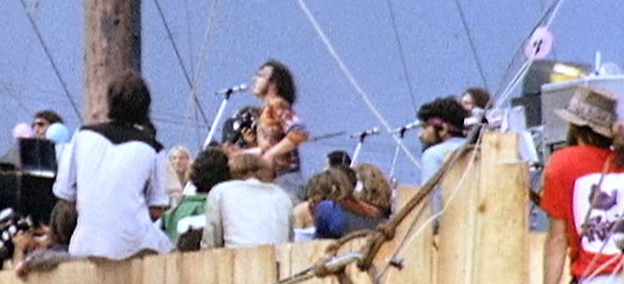
Cocker em Woodstock (1969).

- With A Little Help From My Friends (1969)
- Joe Cocker! (1968)
- Mad Dogs & Englishmen (1970)
- Joe Cocker (1972)
- I Can Stand A Little Rain (1974)
- Jamaica Say You Will (1975)
- Stingray (1976)
- Greatest Hits (1977)
- Luxury You Can Afford (1978)
- Sheffield Steel (1982)
- Civilized Man (1984)
- Cocker (1986)
- Unchain My Heart (1987)
- One Night Of Sin (1989)
- Joe Cocker Live (1990)
- Night Calls (1992)
- The Best Of Joe Cocker (1993)
- Have A Little Faith (1994)
- The Long Voyage Home (1995)
- Organic (1996)
- Across From Midnight (1997)
- Greatest Hits (1998)
- No Ordinary World (1999)
- Respect Yourself (2002)
- Heart & Soul (2005)
- Hymn for my soul (2007)
- Hard Knocks (2010)
- Fire It Up (2012)